# Cantonul Breteuil (Oise)
Cantonul Breteuil (Oise) este un canton din arondismentul Clermont, departamentul Oise, regiunea Picardia, Franța.

## Comune
| Comune                 | Populație (1999) | Cod poștal | Cod INSEE |
| ---------------------- | ---------------- | ---------- | --------- |
| Ansauvillers           | 1 049            | 60120      | 60017     |
| Bacouël                | 487              | 60120      | 60039     |
| Beauvoir               | 269              | 60120      | 60058     |
| Bonneuil-les-Eaux      | 805              | 60120      | 60082     |
| Bonvillers             | 191              | 60120      | 60085     |
| Breteuil               | 4 131            | 60120      | 60104     |
| Broyes                 | 112              | 60120      | 60111     |
| Chepoix                | 302              | 60120      | 60146     |
| Esquennoy              | 881              | 60120      | 60221     |
| Fléchy                 | 85               | 60120      | 60237     |
| Gouy-les-Groseillers   | 18               | 60120      | 60283     |
| La Hérelle             | 162              | 60120      | 60311     |
| Le Mesnil-Saint-Firmin | 117              | 60120      | 60399     |
| Mory-Montcrux          | 108              | 60120      | 60436     |
| Paillart               | 619              | 60120      | 60486     |
| Plainville             | 148              | 60120      | 60496     |
| Rocquencourt           | 161              | 60120      | 60544     |
| Rouvroy-les-Merles     | 45               | 60120      | 60555     |
| Sérévillers            | 92               | 60120      | 60615     |
| Tartigny               | 229              | 60120      | 60627     |
| Troussencourt          | 282              | 60120      | 60648     |
| Vendeuil-Caply         | 511              | 60120      | 60664     |
| Villers-Vicomte        | 142              | 60120      | 60692     |